# スプリング郡区 (ペンシルベニア州バークス郡)
スプリング郡区（英: Spring Township）は、アメリカ合衆国ペンシルベニア州南東部のバークス郡のタウンシップ（郡区）である。2010年の国勢調査での人口は27,119人だった。バークス郡の中では郡庁所在地のレディング市（人口約9万人）に次いで、人口第2位の自治体である。
ペンシルベニア州内には他にも4つのスプリング・タウンシップが存在している。

## 歴史
1850年、カクームル・タウンシップは面積33,000エーカー (132 km2) であり、人口は3,853人と、郡内ではレディングの次に人口の多い地区だった。この地域では面積最大のタウンシップだった。その前の10年間で、カクームルが広かったので、これを2つに分けようという試みが2度行われたが、成立しなかった。1850年に3度目の分割の試みがあった。その請願書では分割線を以前よりも西側に置き、「ハリスバーグ橋」に始まり、南のランカスター郡との郡境に伸ばし、ブレックノック・タウンシップの隅に至るものだった。これはタウンシップの納税者僅か45人によって記されたものだった。裁判所は提案された分割の妥当性を評価するコミッショナーとして、アーロン・オルブライト、リチャード・ブーン、マイケル・K・ボイアーの3人を指名した。これらコミッショナーはカクームル・タウンシップを検討し、新しく「スプリング」という名前で指定するタウンシップに西部の土地を分けることを推奨した。この名称はこの地域の中心部にある大きな清水泉から来ていた。地下の石灰岩に割れ目があったので、泉は定期的に現れたり消えたりしていた。泉を日々の飲用に使っていた初期の開拓者は「沈む泉」と呼んでいた。タウンシップの分割線は15,000エーカー (60 km2) ほどの土地を囲むように決められた。1850年8月5日にこの境界を決める報告書が提出された。裁判所はその報告書を11月23日に確認し、スプリング・タウンシップとよぶ新しいタウンシップを結成させた。
ワーツの屋根付橋は1978年にアメリカ合衆国国家歴史登録財に指定された。

## 地理
アメリカ合衆国国勢調査局に拠れば、領域全面積は18.3平方マイル (47.3 km2) であり、このうち陸地18.2平方マイル (47.2 km2)、水域は0.04平方マイル (0.1 km2)で水域率は0.22%である
北東はスクーカル川に近く、南西のランカスター郡境まで広い範囲にあるので、その地形もかなり多様である。町の大半はスクーカル川に排水され、南西端のみがサスケハナ川流域にあって、コーンストーガ川を介して排水される。北部の大半は標高が低いのに対し、南西部の多くは山がちである。カクージング・クリークが北西の自然の境界となり、タルペホッケン・クリークに注ぎ、それが北東の自然の境界となる。
隣接するタウンシップ
- サウスハイデルバーグ・タウンシップ、西
- ローワーハイデルバーグ・タウンシップ、北西
- バーン・タウンシップ、北
- クームル・タウンシップ、東
- ブレックノック・タウンシップ、南東
- ブレックノック・タウンシップ（ランカスター郡）、南
- イーストコカリコ・タウンシップ（ランカスター郡）、南西

隣接するボロ
- シンキングスプリング・ボロ、西
- ワイオミッシング・ボロ、東
- アダムスタウン・ボロ、南
- ウェストローン・ボロ、東（2006年1月1日に解体され、スプリング・タウンシップの一部となった）

スプリング・タウンシップ内を通る主要道路は、アメリカ国道222号線、同422号線、ペンシルベニア州道724号線がある。国道222号線と州道724号線はスプリング・タウンシップの中で交差し、222号線と422号線はワイオミッシングで、724号線と422号線はシンキングスプリングで交差する。222号線と422号線は北東に進み、ワイオミッシングの中ではウォーレン通りバイパスとなり、その後ペンシルベニア州道12号線、国道222号線、同422号線に分かれる。222号線は北西に進んでアウター・バイパスとなり、北東に転じてタルペホッケン・クリークを越え、メイドンクリーク・タウンシップとアレンタウンになる。国道222号線は南に進んで州間高速道路76号線（イースト・ウェスト・ターンパイク）やランカスターへの高速道路となる。その他重要な地方道路として、チャペルヒル道路、フリッツタウン道路、グリングスヒル道路、ペーパーミル道路、ステートヒル道路、バンリード道路、バインモント道路がある。
スプリング・タウンシップの中の未編入の町としては、コロニーパーク、フリッツタウン（サウスハイデルバーグ・タウンシップにも跨る）、リンカーンパーク、モーンズヒル、モンテロ、モントローズマナー、スプリングリッジ、スプリングモント、バンリードミルズ（ローワーハイデルバーグ・タウンシップにも跨る）、バインモント（サウスハイデルバーグ・タウンシップにも跨る）、ウェストワイオミッシング、ホィットフィールド、ウィルシャイアがある。

## 人口動態
以下は2000年国勢調査による人口統計データである。
| 基礎データ - 人口: 21,805 人 - 世帯数: 8,739 世帯 - 家族数: 6,248 家族 - 人口密度: 462.1人/km2（1,196.9 人/mi2） - 住居数: 8,995 軒 - 住居密度: 190.6軒/km2（493.7軒/mi2） 人種別人口構成 - 白人: 93.55% - アフリカン・アメリカン: 2.10% - ネイティブ・アメリカン: 0.06% - アジア人: 2.16% - 太平洋諸島系: 0.01% - その他の人種: 1.02% - 混血: 1.10% - ヒスパニック・ラテン系: 2.89% 年齢別人口構成 - 18歳未満: 23.4% - 18-24歳: 6.0% - 25-44歳: 28.3% - 45-64歳: 25.2% - 65歳以上: 17.1% - 年齢の中央値: 40歳 - 性比（女性100人あたり男性の人口） - 総人口: 92.1 - 18歳以上: 88.6 | 世帯と家族（対世帯数） - 18歳未満の子供がいる: 31.3% - 結婚・同居している夫婦: 61.2% - 未婚・離婚・死別女性が世帯主: 7.4% - 非家族世帯: 28.5% - 単身世帯: 23.5% - 65歳以上の老人1人暮らし: 10.2% - 平均構成人数 - 世帯: 2.47人 - 家族: 2.93人 収入と家計 - 収入の中央値 - 世帯: 56,025米ドル - 家族: 63,724米ドル - 性別 - 男性: 45,910米ドル - 女性: 29,476米ドル - 人口1人あたり収入: 26,493米ドル - 貧困線以下 - 対人口: 1.8% - 対家族数: 0.9% - 18歳未満: 2.6% - 65歳以上: 2.4% |

## 商業活動
スプリング・タウンシップには多くの商業パークがある。レディング市の西部郊外であるワイオミッシングには主要小売地区が共有され、バークシャイアーモールから北と西に広がる多くのパワーセンター（ショッピングセンター）やレストランがある。北はアメリカ国道222号線近くのスプリングリッジ・ドライブ出口に広がる。

## 教育
スプリング・タウンシップにはペンシルベニア州立大学バークス校があり、4年制教育と准学士学位を提供し、また資格付与コースもある。アウター・バイパスのブロードキャスティング道路出口に近い北東隅にある。公共教育はウィルソン教育学区が管轄している。